# Anat Fort
Anat Fort (nabij Tel Aviv, 8 maart 1970) is een van oorsprong Israëlische pianiste, die bekendheid verwierf toen ze naar de Verenigde Staten vertrok.
Fort begon als vijfjarige piano te spelen en kreeg toen een klassieke opleiding. Haar voorkeur ging echter uit naar improvisatie. Ze werd daarin beïnvloed door Keith Jarrett en Bill Evans op het ingetogen gebied en het meer expressieve gedeelte Thelonious Monk en Paul Bley. Ze deed mee aan een concert in het Eastman College of Music en vertrok naar New York om verder te studeren. Een van haar leraren was Paul Bley. Haar eerste album werd plaatselijk in Israël uitgegeven. Daarna volgde een werk voor strijkorkest en een improviserende pianist. Een volgende compositie voor kamerorkest volgde in 2002. Een concert in 2003 maakte zoveel indruk dat een internationale loopbaan mogelijk bleek. In 2007 kwam haar tweede album uit op het internationaal bekende jazzlabel ECM Records.

## Discografie
- 1999: Peel
- 2007: A long story
- 2010: And if